# Zabara, Koreț
Zabara (în ucraineană Забара) este un sat în comuna Holovnîțea din raionul Koreț, regiunea Rivne, Ucraina.

## Demografie
Componența lingvistică a localității Zabara
     Ucraineană (99,13%)
     Alte limbi (0,87%)
Conform recensământului din 2001, majoritatea populației localității Zabara era vorbitoare de ucraineană (99,13%), existând în minoritate și vorbitori de alte limbi.